# Javier Estrada
Javier Sánchez Estrada (Barcelona, 6 de agosto de 1976), conocido como Javier Estrada, es un cantante, actor y presentador español.

## Biografía
Estrada nació en Barcelona en 1976. Licenciado en Administración y Dirección de Empresas, y diplomado en Psicología por la Universidad Abierta de Cataluña (UOC). Viajó por toda Europa como jugador de tenis profesional, compaginando su carrera profesional como tenista con su pasión por la música, apostando paralelamente por una carrera musical como cantante. En 2002, entró al reality show Gran Hermano 3 como reserva, incorporándose a la decimotercera semana al concurso, donde finalmente fue expulsado en la semifinal, con un 60% de los votos. En 2005 concursó en La Granja VIP, en Chile, resultando ser el ganador de la edición.
Como presentador, ha trabajado en programas emitidos nacional e internacionalmente. Programas como Granjeras, (C13, Chile), Al pie de la letra, (Antena 3) o La partida de TV3 son algunos de los programas que han tenido más éxito. Además, comenzó una carrera musical en el 2004, editando y produciendo discos como Mi alma llora, A pesar de lo que digan o Per tu.

## Discografía
- 2005: Mi alma llora
- 2008: A pesar de lo que digan
- 2011: Per tu

## Filmografía

### Programas de televisión
- Gran Hermano 3 (Telecinco) - Concursante, 15 días (2002).
- Doble T (Teletaxi TV) - Presentador (2003).
- Ziga Zaga (Teletaxi TV) - Presentador (2003).
- La Granja VIP (Canal 13 (Chile)) - Concursante, Ganador (2005).
- Granjeras (Canal 13 (Chile)) - Presentador (2005-2006)
- Doble T VIP (Teletaxi TV) - Presentador (2006-2007).
- A mano (Antena.Nova) - Presentador junto a Estela Giménez (2007).
- Al pie de la letra (Antena 3) - Presentador (2007-2009).
- La partida de TV3 (TV3) - Presentador (2010-2013).
- ¿Quién manda aquí? (TVE) - Presentador (2014).
- Contigo aprendí (Canal Sur TV, Castilla-La Mancha Televisión, Telemadrid) - Presentador (2014).

### Series de televisión
- 2003-2004: Luna negra (La 1 de TVE), como Miguel Castellanos. Protagonista junto a Lorena Bernal (194 episodios).
- 2006: Descarado (Canal 13), como Javier (1 episodio).
- 2007: C.L.A. No somos ángeles (Antena 3), como Javi (5 episodios).